# Paolo Vecchi
Paolo Vecchi (ur. 13 lutego 1959 w Sala Baganzie) – włoski siatkarz, medalista igrzysk olimpijskich.

## Życiorys
Vecchi wraz z reprezentacją Włoch zdobył złoty medal na igrzyskach śródziemnomorskich 1983 w Casablance. Wystąpił na igrzyskach olimpijskich 1984 odbywających się w Los Angeles. Zagrał wówczas we wszystkich meczach turnieju, w tym w zwycięskim pojedynku o brąz z Kanadą.
Był zawodnikiem włoskich klubów Gala Cremona (1978–1981), Santal Parma (1981–1987), Eurostyle Montichiari (1987–1989), Italcementi Battipaglia (1989–1990) i Edilcuoghi Agrigento (1990–1991). Dwukrotnie zostawał mistrzostwem Włoch – w 1982 i 1983. W krajowym pucharze tryumfował w 1982, 1983 i 1987, a w Pucharze Europy Mistrzów Klubowych zwyciężał w 1984 i 1985.